# Важгинты
Важги́нты (бел. Важгінты) — деревня в Барановичском районе Брестской области Белоруссии. Входит в состав Жемчужненского сельсовета. Расположена в 22 км по автодорогам к западу от центра Барановичей, на расстоянии 9 км по автодорогам к западу от центра сельсовета, агрогородка Жемчужный. Население — 2 человека (2023).

## История
В 1909 году — околица в составе Новомышской волости Новогрудского уезда Минской губернии, 8 дворов.
После Рижского мирного договора 1921 года — в составе Новомышской гмины Барановичского повета Новогрудского воеводства Польши. 
С 1939 года — в БССР, в 1940–57 годах — в Новомышском районе Барановичской, с 1954 года Брестской области. Затем — в Барановичском районе. 
До 22 марта 1962 года входила в состав Полонковского сельсовета, до 1985 года — в состав Перховичского сельсовета.

## Население
По состоянию на 1 января 2023 года в деревне проживало 2 человека в 2 хозяйствах, в том числе 0 моложе трудоспособного возраста, 2 — в трудоспособном возрасте и 0 — старше трудоспособного возраста. 
| Численность населения (по переписи) | Численность населения (по переписи) | Численность населения (по переписи) | Численность населения (по переписи) | Численность населения (по переписи) |
| 1909                                | 1921                                | 1999                                | 2009                                | 2019                                |
| ----------------------------------- | ----------------------------------- | ----------------------------------- | ----------------------------------- | ----------------------------------- |
| 76                                  | ↘67                                 | ↘17                                 | ↘3                                  | →3                                  |

## Достопримечательности
- Место усадьбы Седлиско[1].